# Leichtathletik-Europameisterschaften 2022/400 m Hürden der Frauen

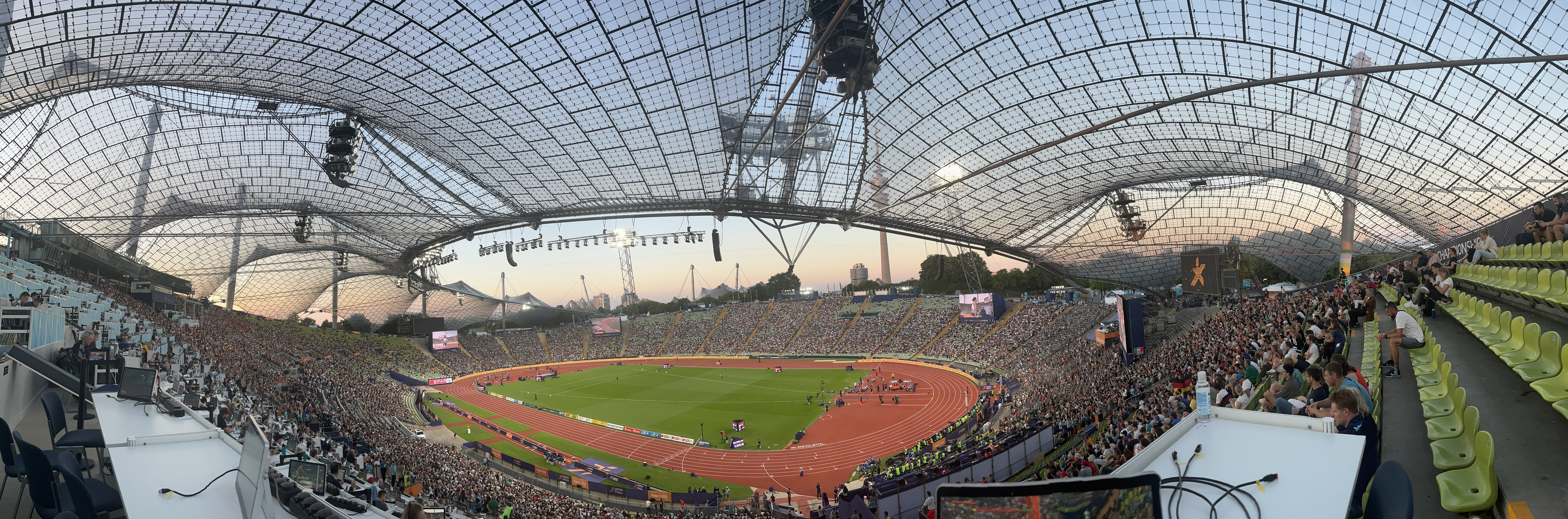
Das Olympiastadion in München während der Europameisterschaften 2022

Der 400-Meter-Hürdenlauf der Frauen bei den Leichtathletik-Europameisterschaften 2022 wurde vom 17. bis 19. August 2022 im Olympiastadion der deutschen Stadt München ausgetragen.
Mit Silber und Bronze errangen die Hürdenläuferinnen aus der Ukraine in diesem Wettbewerb zwei Medaillen. Europameisterin wurde die niederländische Olympiadritte von 2021 und Vizeweltmeisterin von 2022 Femke Bol. Sie hatte zwei Tage zuvor auch das Rennen über 400 Meter ohne Hürden für sich entschieden und gewann einen Tag später mit der 4-mal-400-Meter-Staffel ihres Landes eine weitere Goldmedaille. Silber ging an Wiktorija Tkatschuk. Bronze gewann die EM-Dritte von 2012 und Vizeeuropameisterin von 2018 Anna Ryschykowa, die mit der ukrainischen 4-mal-400-Meter-Staffeln zuvor ebenfalls schon Medaillen gewonnen hatte.

## Rekorde

### Bestehende Rekorde
| Weltrekord           | 51,41 s | Sydney McLaughlin | WM Eugene, USA        | 22. Juli 2022  |
| Europarekord         | 52,03 s | Femke Bol         | OS Tokio, Japan       | 4. August 2021 |
| Meisterschaftsrekord | 52,92 s | Natalja Antjuch   | EM Barcelona, Spanien | 30. Juli 2010  |

### Rekordverbesserungen
Der bestehende EM-Rekord wurde verbessert und es gab einen neuen Landesrekord.
- Meisterschaftsrekord:
  - 52,67 s – Femke Bol (Niederlande), Finale am 19. August
- Landesrekord:
  - 54,50 s – Viivi Lehikoinen (Finnland), zweites Halbfinale am 18. August

## Regelungen für die Jahresbesten bis zu Streckenlängen von 400Metern
Wie schon bei den Europameisterschaften 2016 und 2018 waren die zwölf Jahresschnellsten in den Sprints und Hürdensprints bis einschließlich 400 Meter auch hier in München direkt für die Halbfinals qualifiziert. Dort wurden zur Ermittlung der Finalteilnehmerinnen jeweils drei Läufe ausgetragen. Alle anderen Athletinnen mussten sich zunächst in einer Vorrunde für die Semifinalteilnahme qualifizieren.

## Legende
Kurze Übersicht zur Bedeutung der Symbolik – so üblicherweise auch in sonstigen Veröffentlichungen verwendet:
| NR  | Nationaler Rekord                                                                                       |
| DNF | Wettkampf nicht beendet (did not finish)                                                                |
| DSQ | disqualifiziert                                                                                         |
| ‡   | eine der zwölf schnellsten Hürdenläuferinnen der Jahresbestenliste (Markierung verwendet im Halbfinale) |

## Vorrunde
20. August 2022
Die Vorrunde wurde in drei Läufen durchgeführt. Die ersten drei Athletinnen pro Lauf – hellblau unterlegt – sowie die darüber hinaus drei zeitschnellsten Läuferinnen – hellgrün unterlegt – qualifizierten sich für das Halbfinale.

### Vorlauf 1

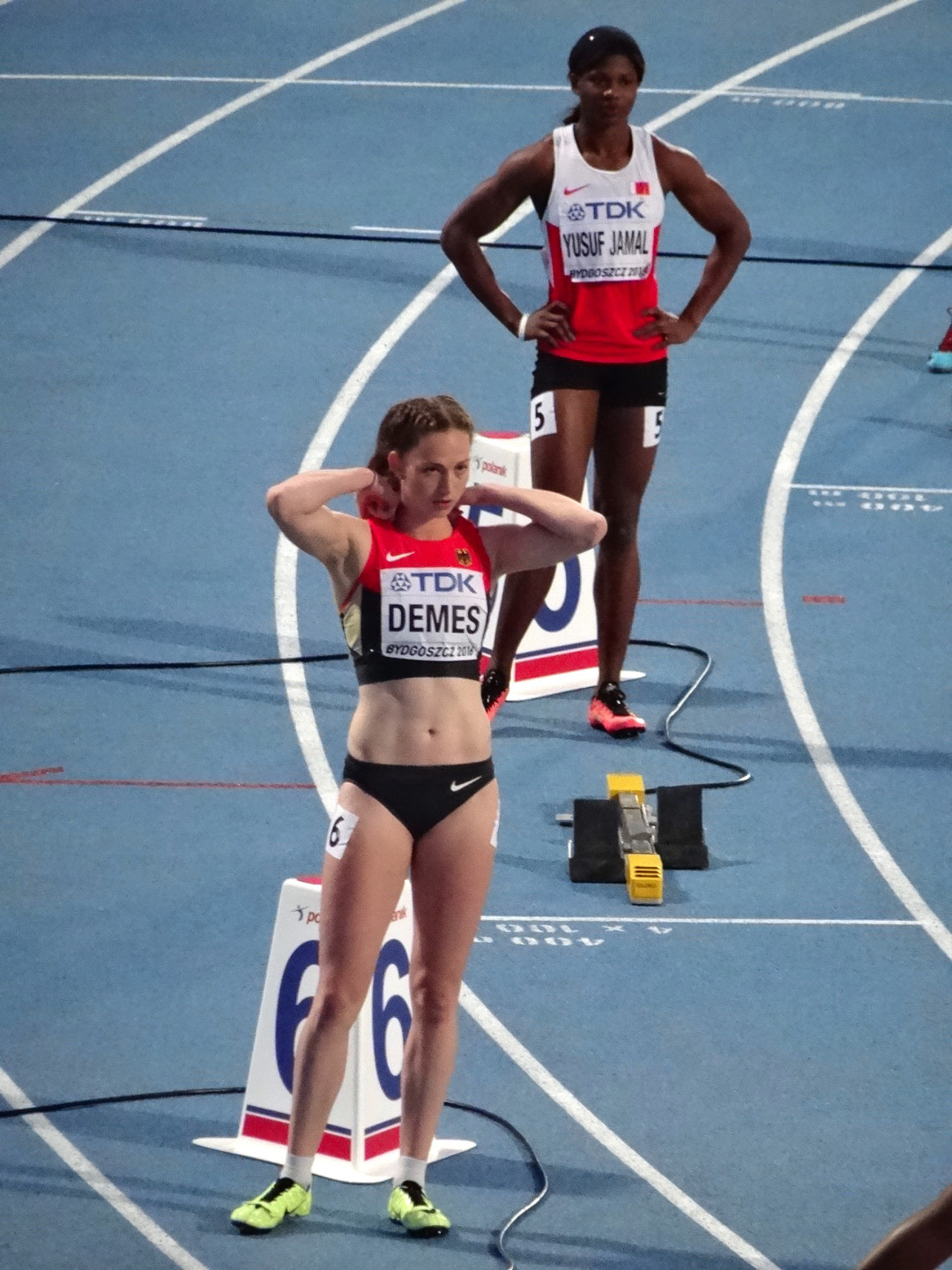
Eileen Demes – ausgeschieden als Siebte des ersten Vorlaufs

17. August 2022, 11:40 Uhr MESZ
| Platz | Name              | Nation         | Zeit        |
| ----- | ----------------- | -------------- | ----------- |
| 1     | Annina Fahr       | Schweiz        | 56,16 s     |
| 2     | Camille Séri      | Frankreich     | 56,18 s     |
| 3     | Rebecca Sartori   | Italien        | 56,44 s     |
| 4     | Kristiina Halonen | Finnland       | 56,70 s     |
| 5     | Nina Hespel       | Belgien        | 56,72 s     |
| 6     | Elisabeth Slettum | Norwegen       | 56,72 s     |
| 7     | Eileen Demes      | Deutschland    | 57,11 s     |
| 8     | Drita Islami      | Nordmazedonien | 1:01.56 min |

### Vorlauf 2

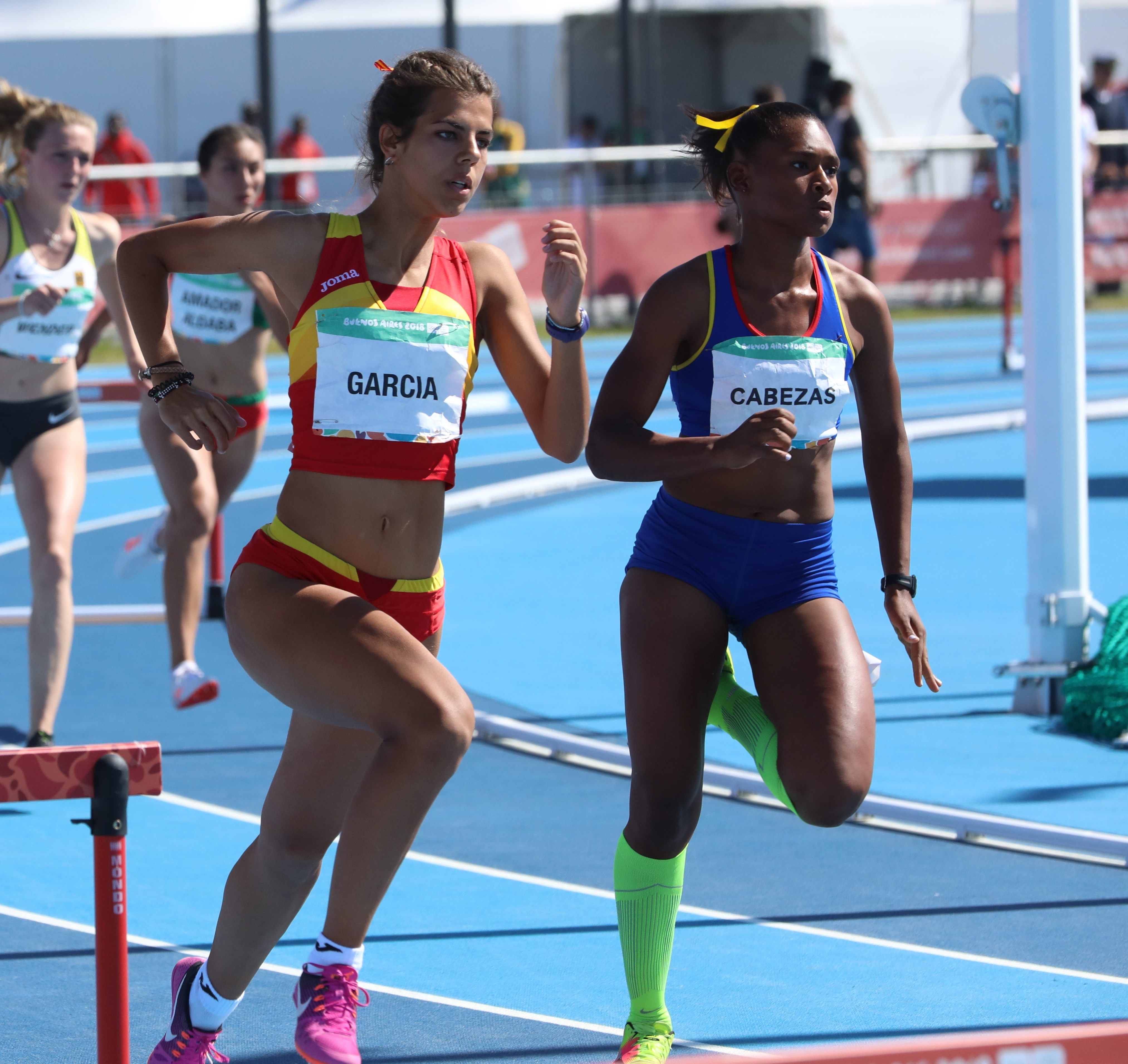
Carla García – ausgeschieden als Vierte des zweiten Vorlaufs

17. August 2022, 11:47 Uhr MESZ
| Platz | Name             | Nation      | Zeit (s) |
| ----- | ---------------- | ----------- | -------- |
| 1     | Carolina Krafzik | Deutschland | 54,32    |
| 2     | Yasmin Giger     | Schweiz     | 56,69    |
| 3     | Daniela Ledecká  | Slowakei    | 56,98    |
| 4     | Carla García     | Spanien     | 57,03    |
| 5     | Linda Olivieri   | Italien     | 57,03    |
| 6     | Lena Pressler    | Österreich  | 57,33    |
| 7     | Agata Zupin      | Slowenien   | 57,42    |
| 8     | Annemarie Nissen | Finnland    | 57,72    |

### Vorlauf 3

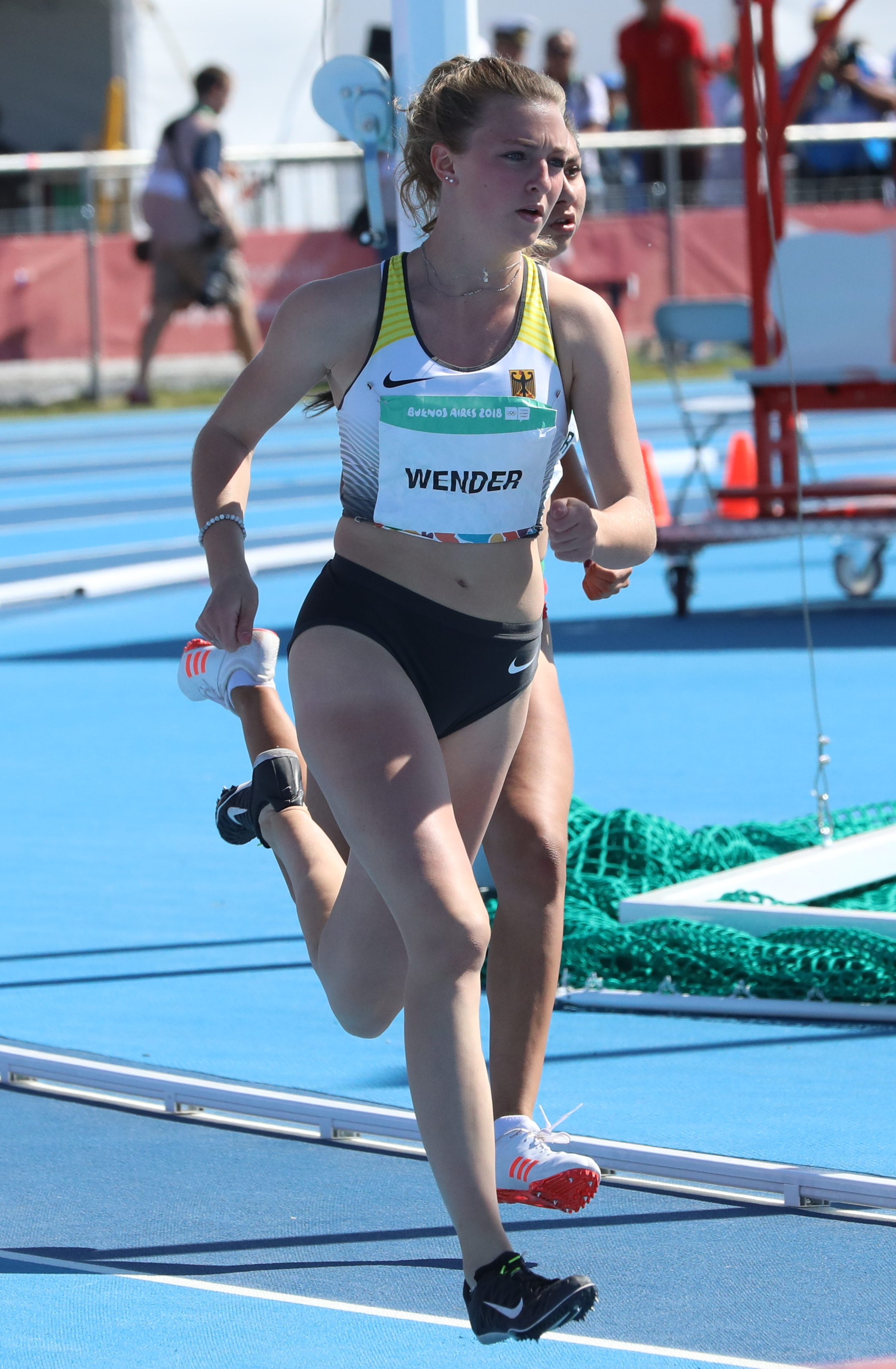
Gisèle Wender – ausgeschieden als Vierte des zweiten Vorlaufs
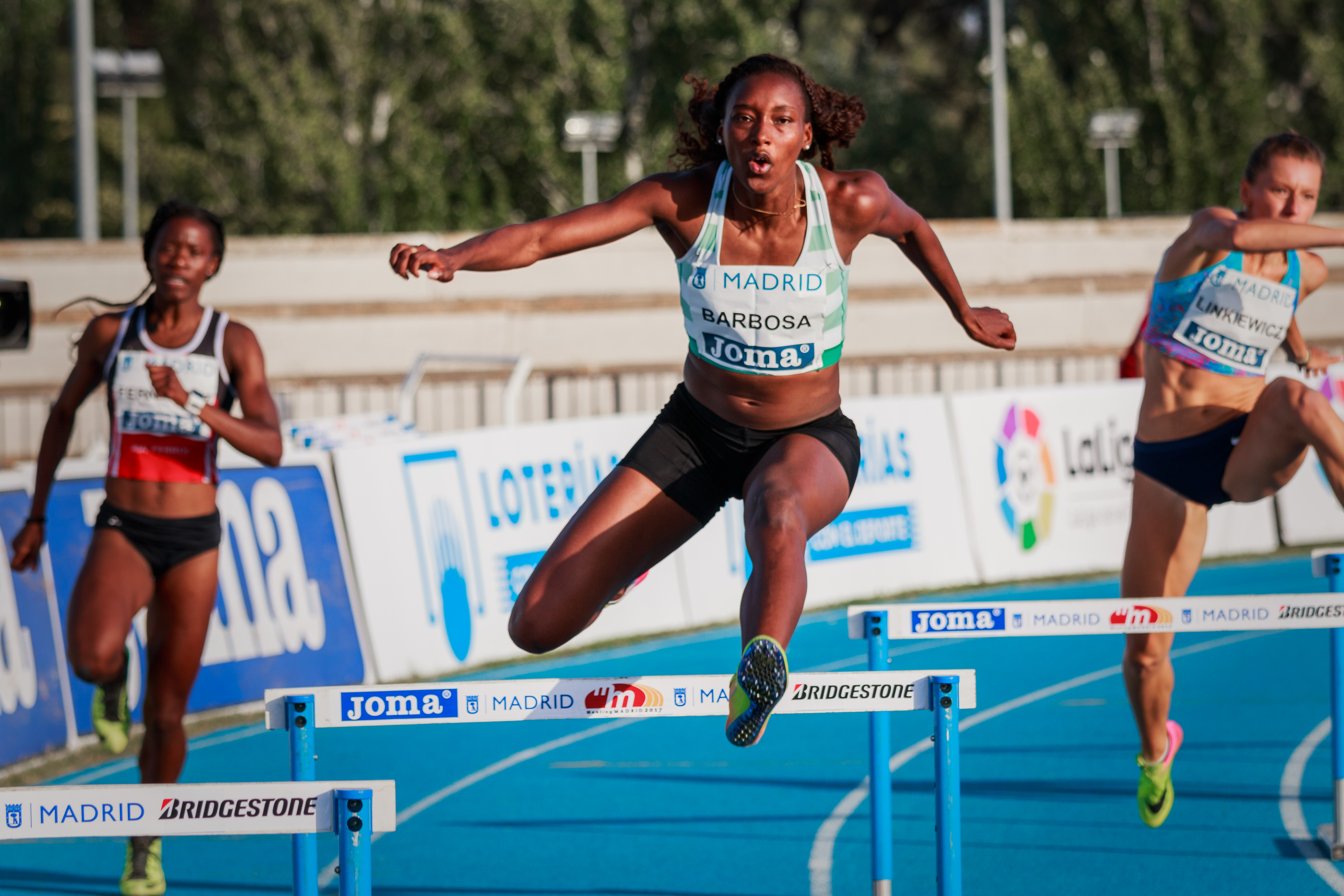
Vera Barbosa (Mitte) – ausgeschieden als Fünfte des dritten Vorlaufs

17. August 2022, 11:54 Uhr MESZ
| Platz | Name               | Nation         | Zeit (s) |
| ----- | ------------------ | -------------- | -------- |
| 1     | Nikoleta Jíchová   | Tschechien     | 55,93    |
| 2     | Dimitra Gnafaki    | Griechenland   | 56,45    |
| 3     | Hayley McLean      | Großbritannien | 56,64    |
| 4     | Gisèle Wender      | Deutschland    | 57,09    |
| 5     | Vera Barbosa       | Portugal       | 57,10    |
| 6     | Janka Molnár       | Ungarn         | 57,38    |
| 7     | Marielle Kleemeier | Estland        | 57,46    |
| 8     | Emma Zapletalová   | Slowakei       | 58,65    |

## Halbfinale
19. August 2022
In den drei Halbfinalläufen qualifizierten sich die jeweils ersten beiden Athletinnen – hellblau unterlegt – sowie die darüber hinaus zwei zeitschnellsten Läuferinnen – hellgrün unterlegt – für das Finale.

### Halbfinallauf 1

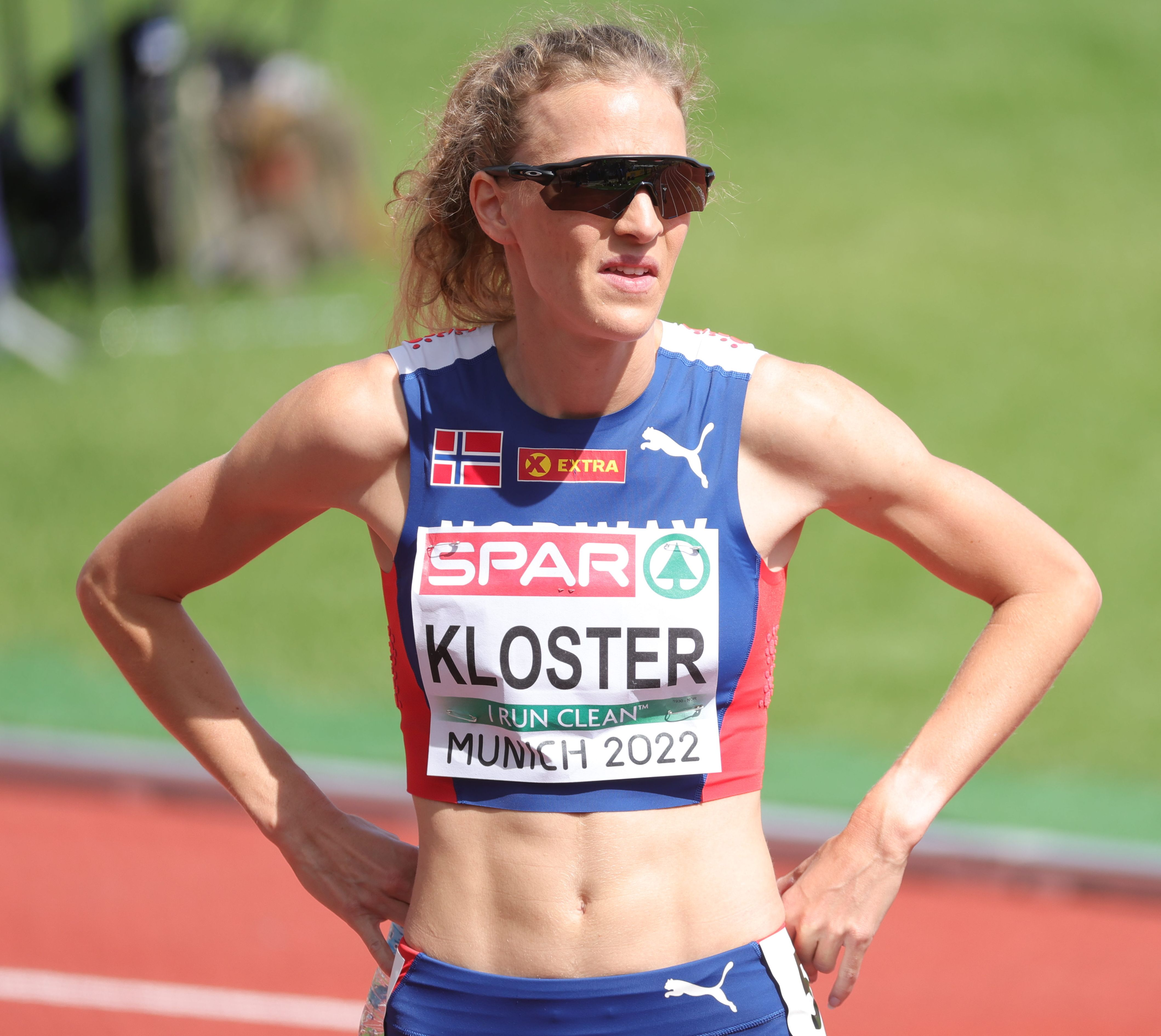
Line Kloster – ausgeschieden als Dritte des ersten Halbfinals

19. August 2022, 11:55 Uhr MESZ
| Platz | Name             | Nation         | Zeit (s) |
| ----- | ---------------- | -------------- | -------- |
| 1     | Sara Gallego ‡   | Spanien        | 55,16    |
| 2     | Carolina Krafzik | Deutschland    | 55,29    |
| 3     | Line Kloster ‡   | Norwegen       | 55,63    |
| 4     | Dimitra Gnafaki  | Griechenland   | 56,14    |
| 5     | Lina Nielsen ‡   | Großbritannien | 57,19    |
| 6     | Rebecca Sartori  | Italien        | 57,29    |
| 7     | Nina Hespel      | Belgien        | 59,15    |
| DNF   | Camille Séri     | Frankreich     |          |

### Halbfinallauf 2

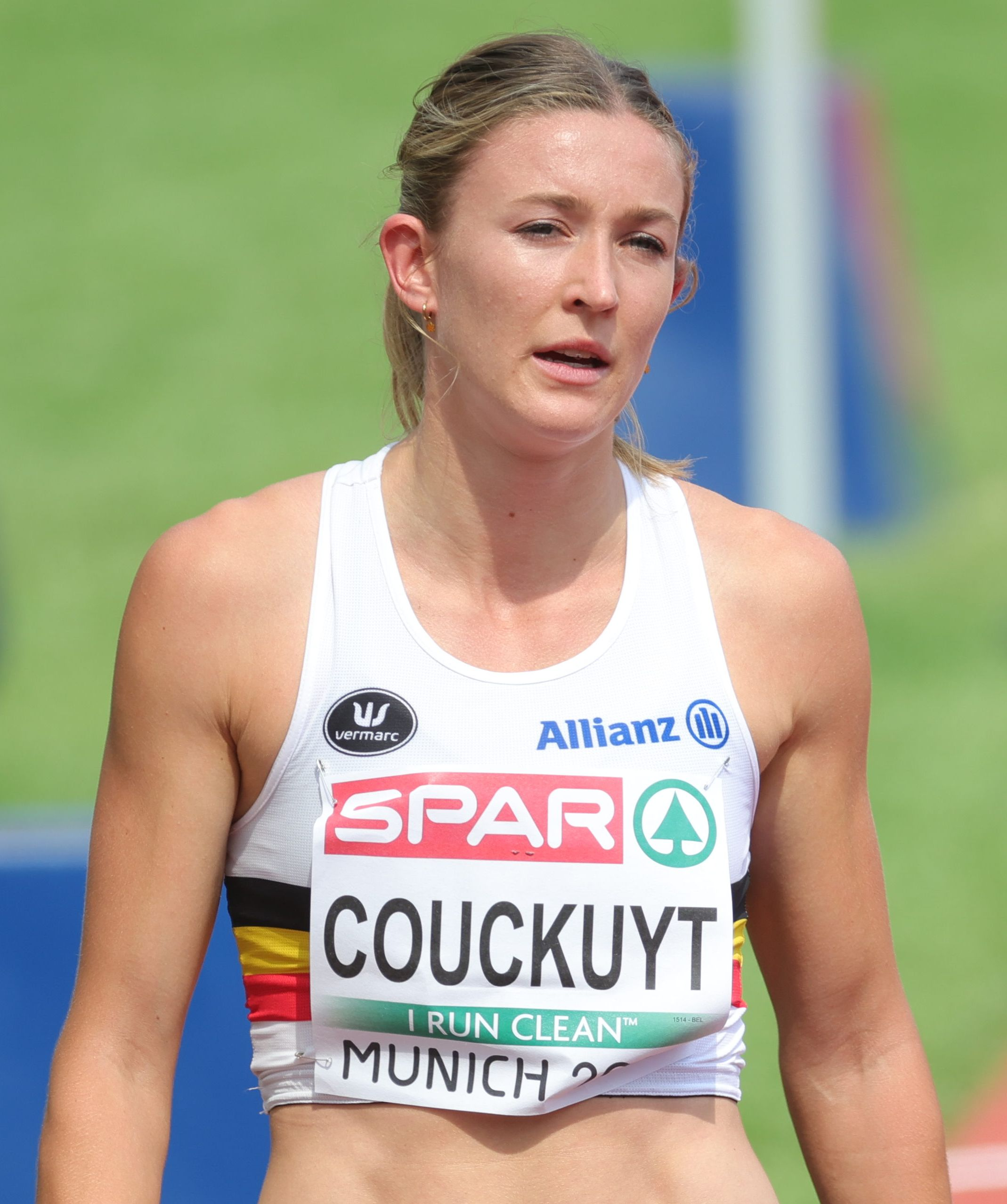
Paulien Couckuyt – ausgeschieden als Sechste des zweiten Halbfinals
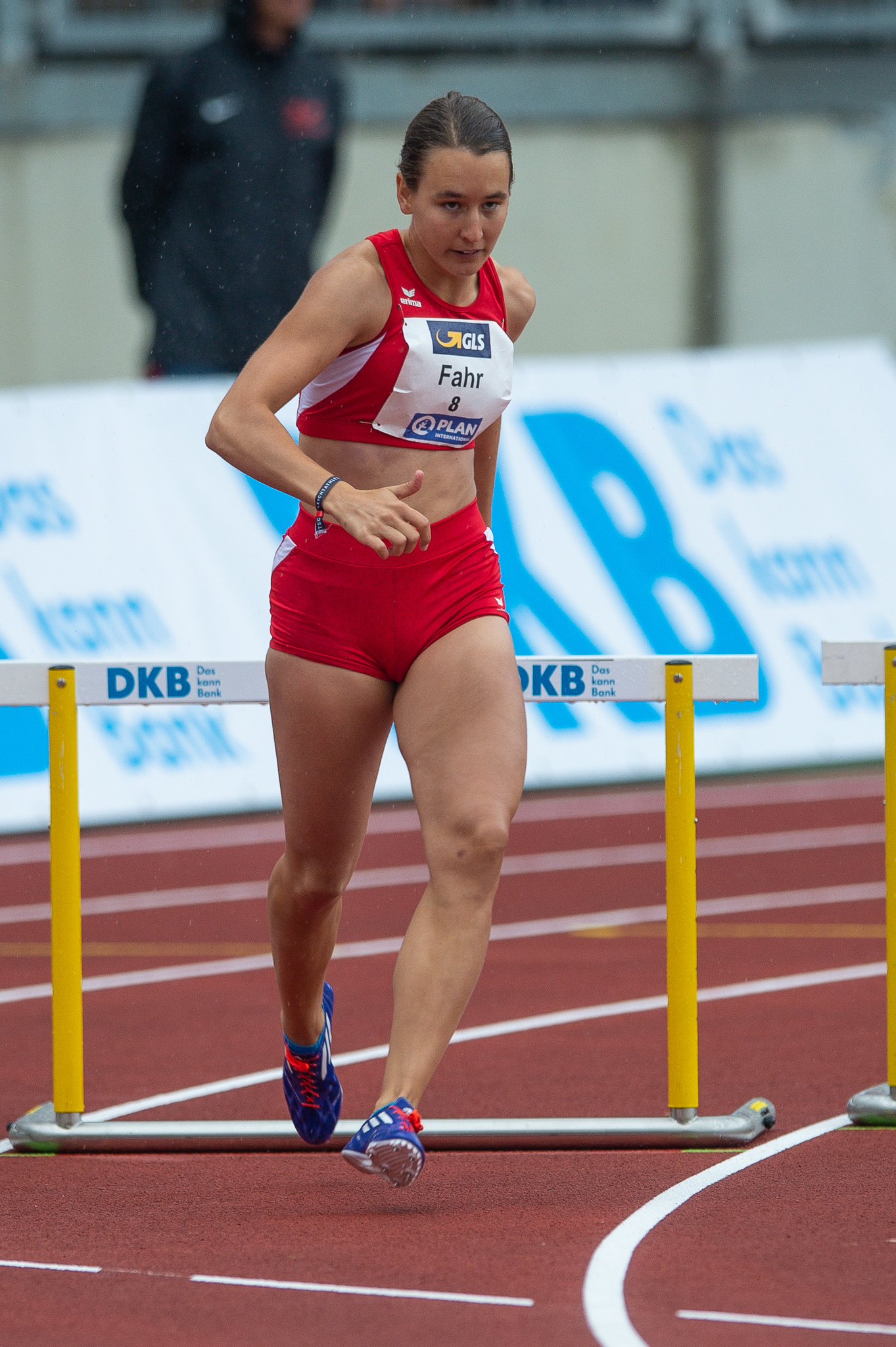
Annina Fahr – ausgeschieden als Siebte des zweiten Halbfinals

19. August 2022, 12:03 Uhr MESZ
| Platz | Name                  | Nation         | Zeit (s) |
| ----- | --------------------- | -------------- | -------- |
| 1     | Viivi Lehikoinen ‡    | Finnland       | 54,50 NR |
| 2     | Wiktorija Tkatschuk ‡ | Ukraine        | 54,65    |
| 3     | Amalie Iuel ‡         | Norwegen       | 54,68    |
| 4     | Jessie Knight ‡       | Großbritannien | 55,39    |
| 5     | Nikoleta Jíchová      | Tschechien     | 55,48    |
| 6     | Paulien Couckuyt ‡    | Belgien        | 56,13    |
| 7     | Annina Fahr           | Schweiz        | 57,07    |
| 8     | Daniela Ledecká       | Slowakei       | 57,08    |

### Halbfinallauf 3

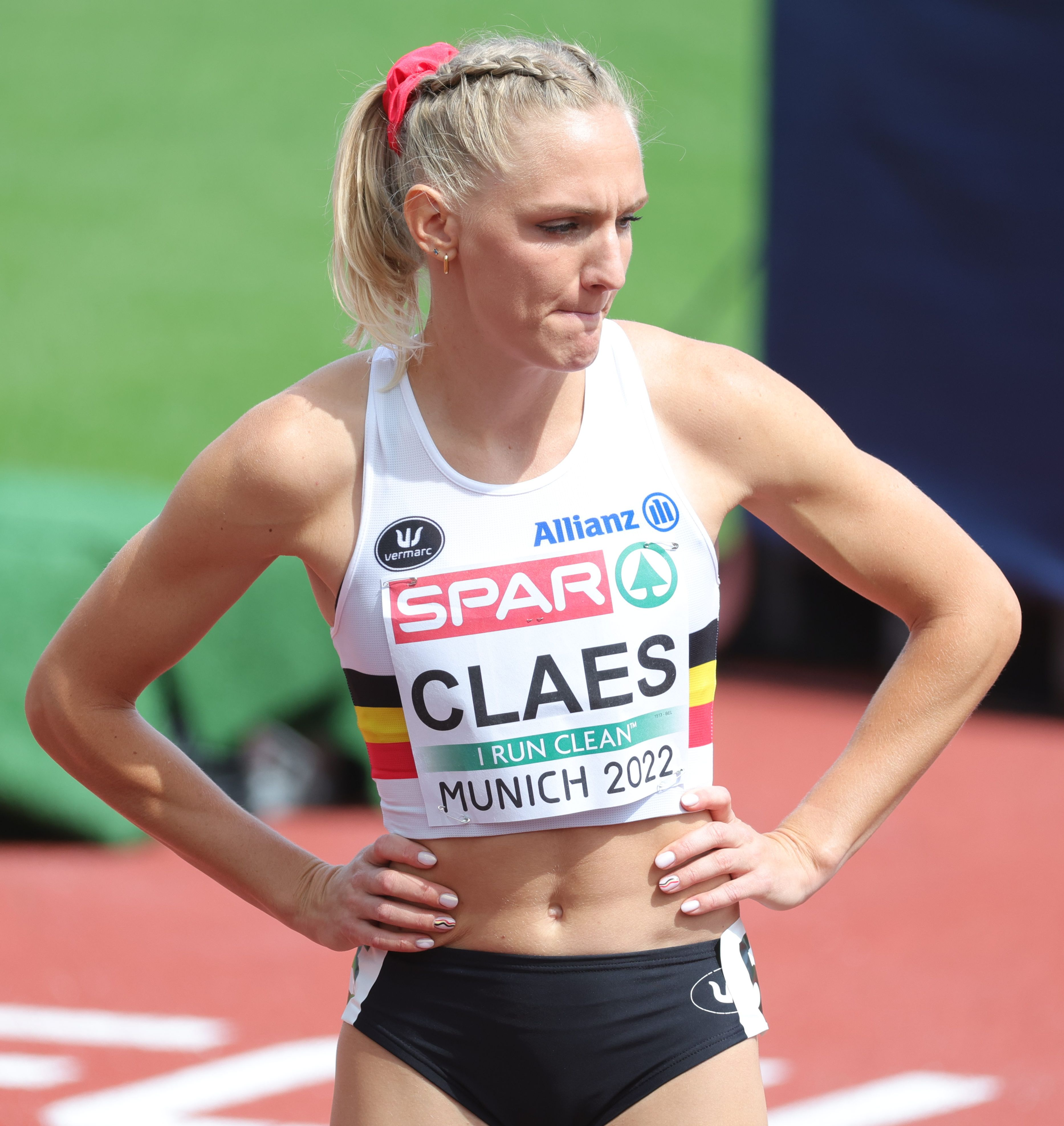
Hanne Claes – ausgeschieden als Vierte des dritten Halbfinals
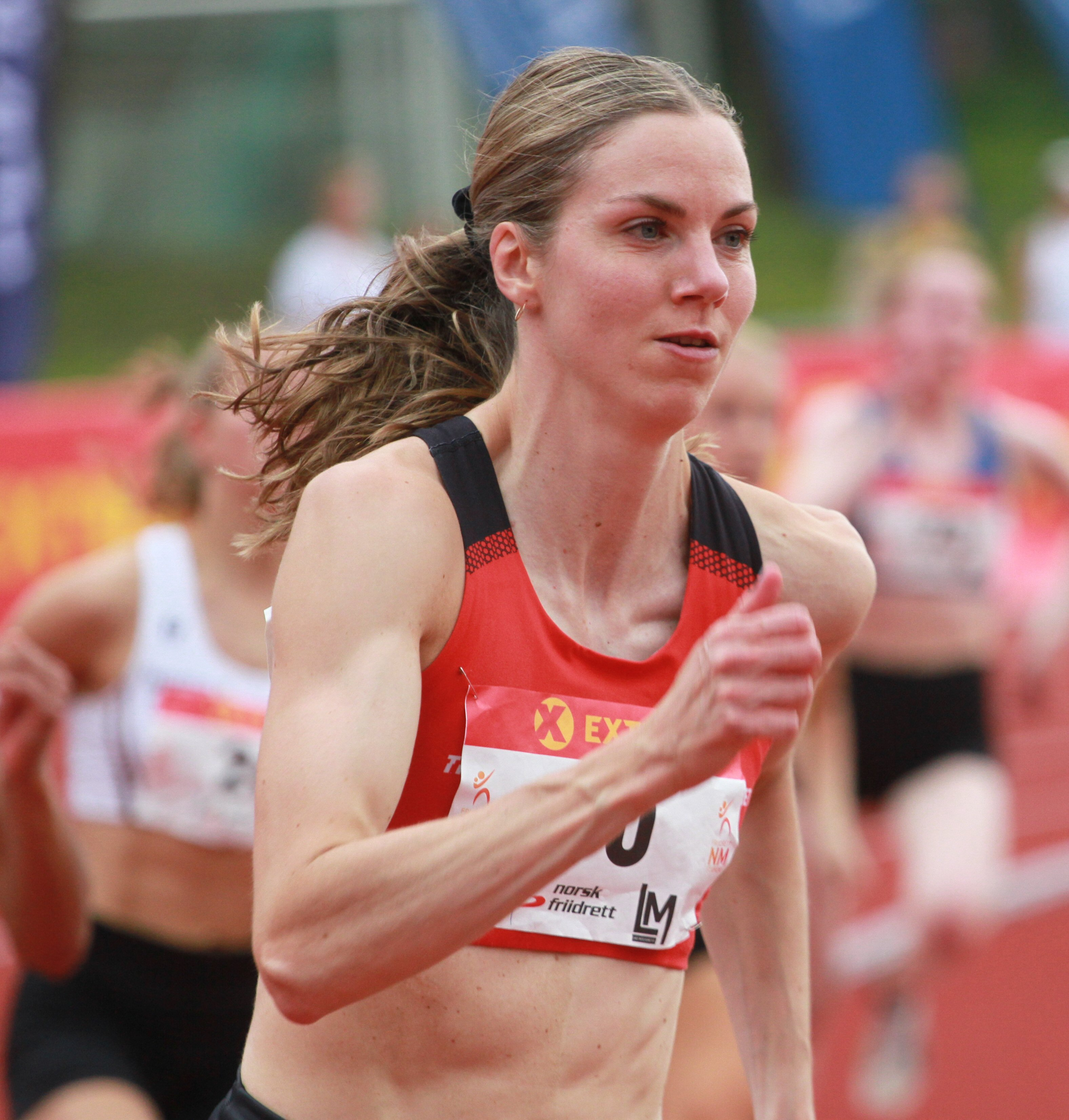
Elisabeth Slettum – ausgeschieden als Sechste des dritten Halbfinals

18. August 2022, 12:11 Uhr MESZ
| Platz | Name                | Nation         | Zeit (s) |
| ----- | ------------------- | -------------- | -------- |
| 1     | Femke Bol ‡         | Niederlande    | 53,73    |
| 2     | Anna Ryschykowa ‡   | Ukraine        | 54,25    |
| 3     | Ayomide Folorunso ‡ | Italien        | 54,98    |
| 4     | Hanne Claes ‡       | Belgien        | 55,31    |
| 5     | Hayley McLean       | Großbritannien | 56,20    |
| 6     | Elisabeth Slettum   | Norwegen       | 56,61    |
| 7     | Kristiina Halonen   | Finnland       | 56,82    |
| 8     | Yasmin Giger        | Schweiz        | 57,13    |

## Finale

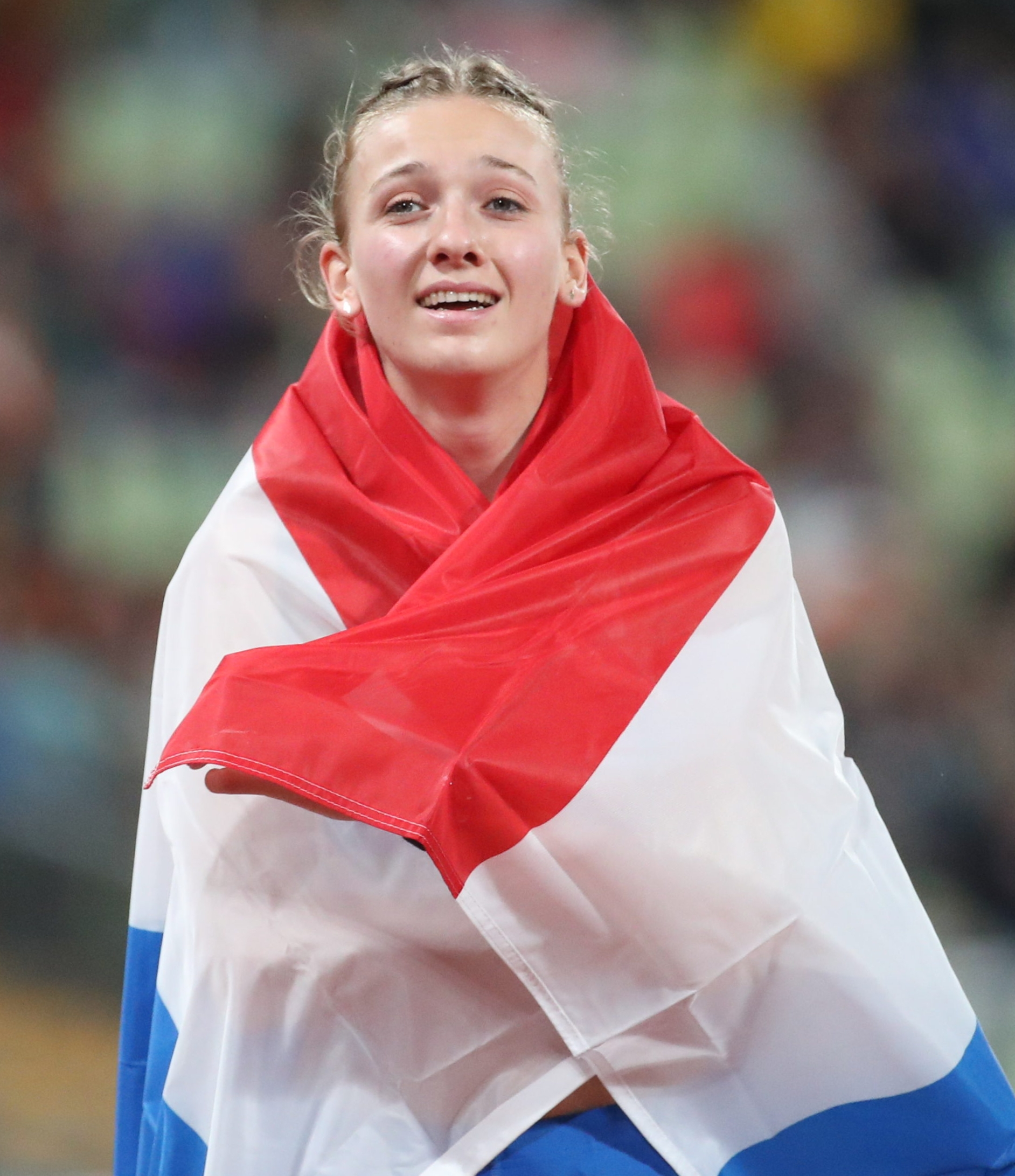
Femke Bol – Europameisterin mit Meisterschaftsrekord

19. August 2022, 21:45 Uhr MESZ
| Platz | Name                | Nation      | Zeit (s) |
| ----- | ------------------- | ----------- | -------- |
| 1     | Femke Bol           | Niederlande | 52.67 CR |
| 2     | Wiktorija Tkatschuk | Ukraine     | 54,30    |
| 3     | Anna Ryschykowa     | Ukraine     | 54,86    |
| 4     | Sara Gallego        | Spanien     | 54,97    |
| 5     | Amalie Iuel         | Norwegen    | 55,32    |
| 6     | Viivi Lehikoinen    | Finnland    | 55,58    |
| 7     | Ayomide Folorunso   | Italien     | 55,91    |
| 8     | Carolina Krafzik    | Deutschland | 56,02    |

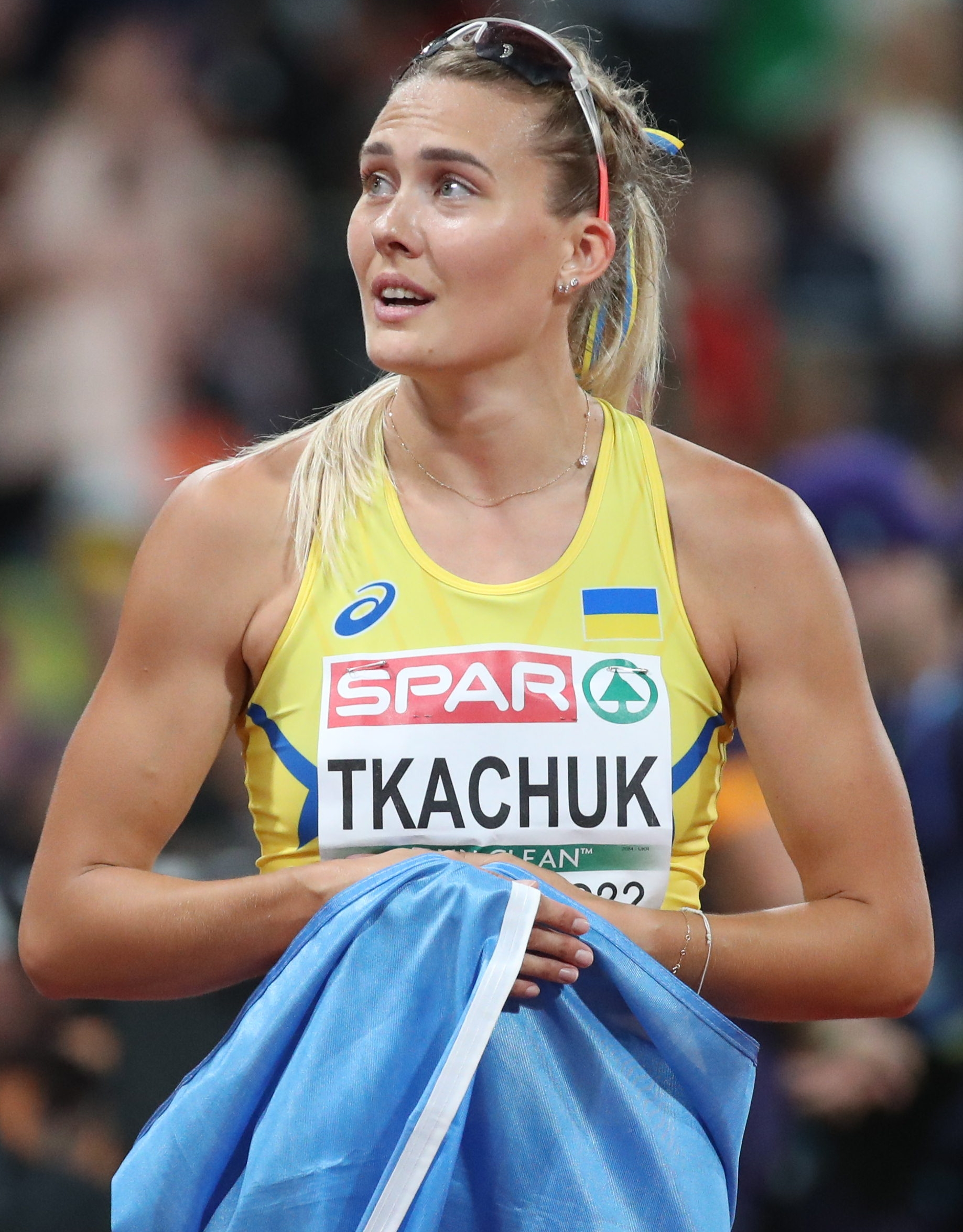
Vizeeuropameisterin Wiktorija Tkatschuk
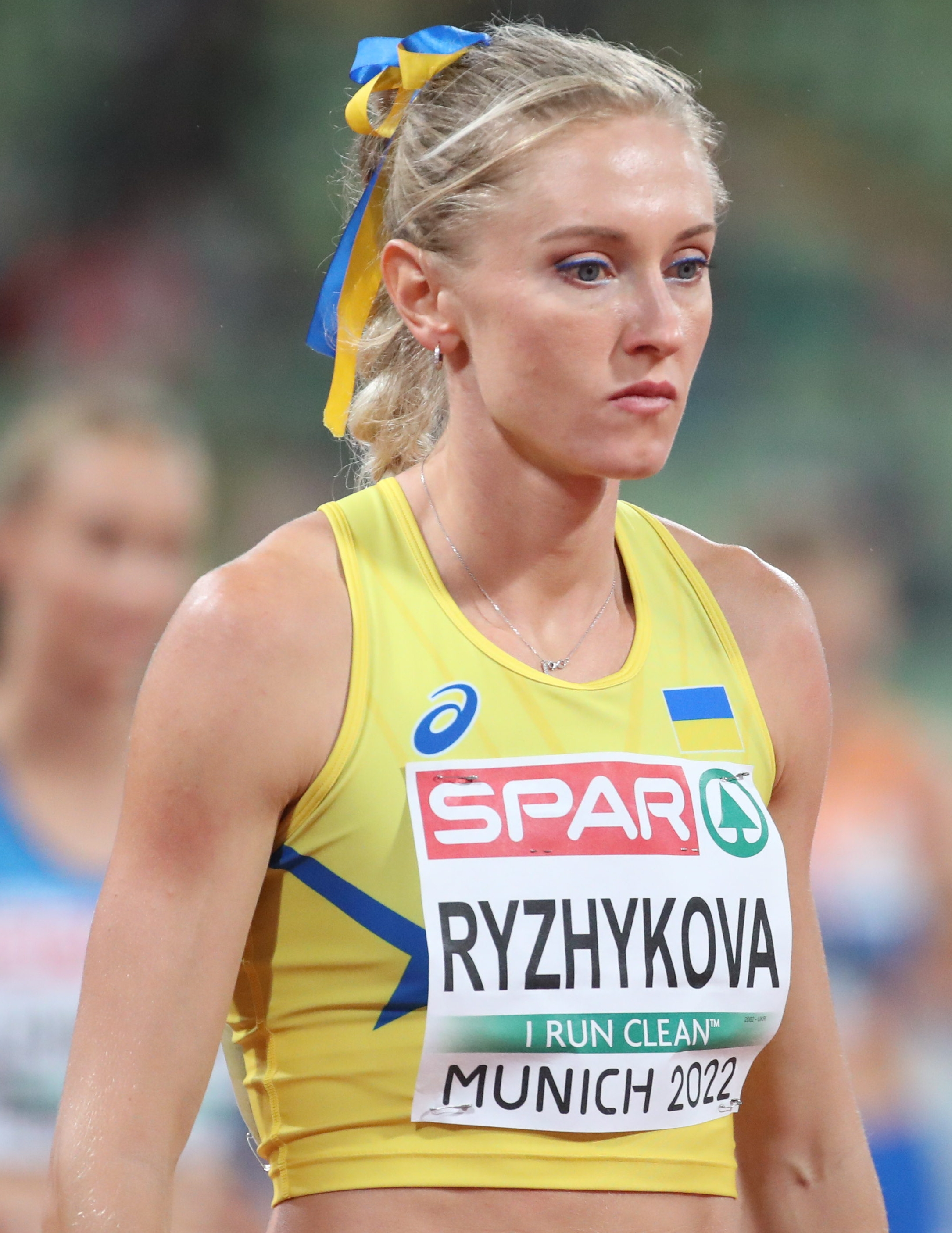
Bronzemedaillengewinnerin Anna Ryschkowa
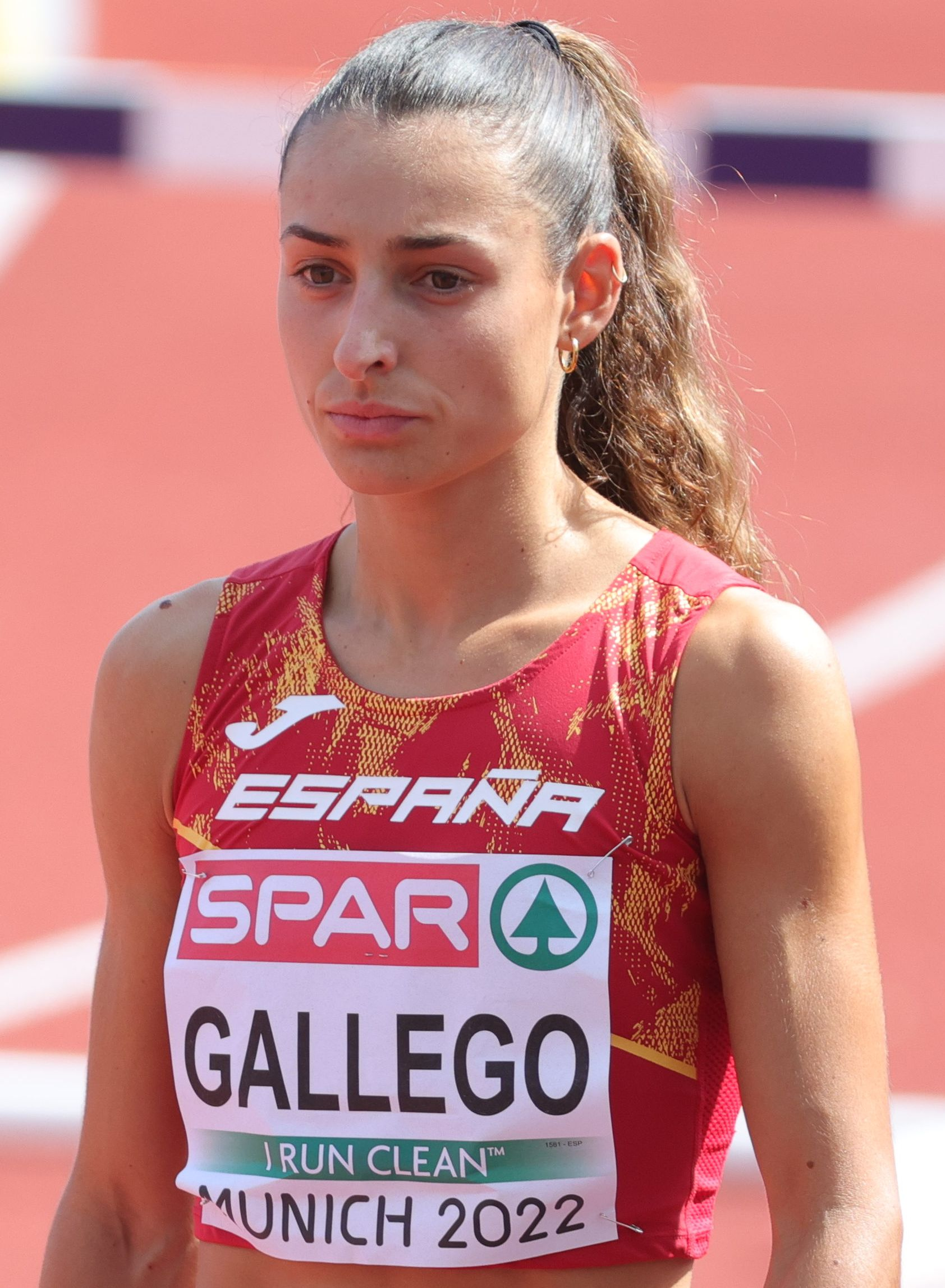
Sara Gallego erreichte Platz vier

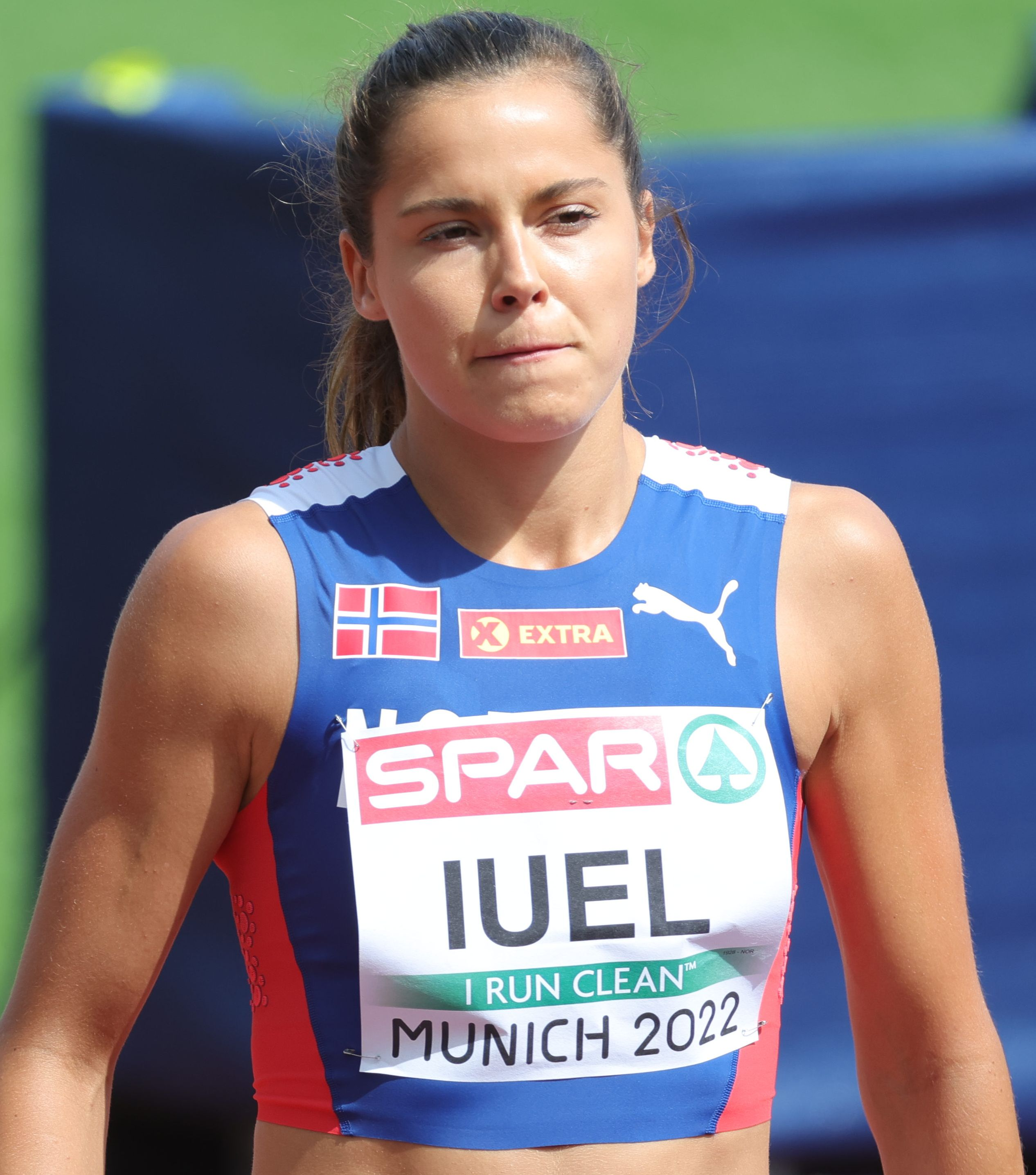
Amalie Iuel belegte Rang fünf
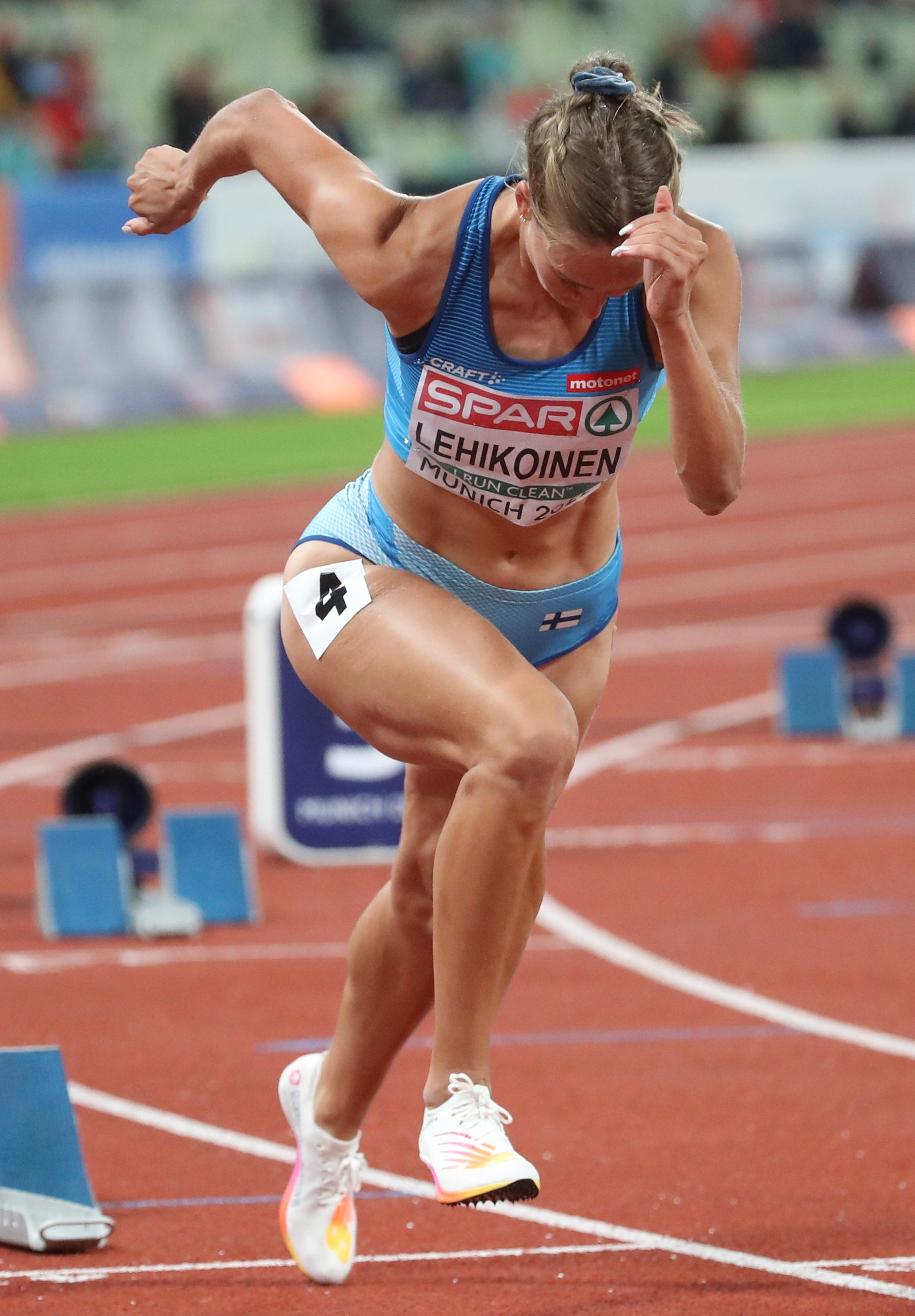
Die sechstplatzierte Viivi Lehikoinen
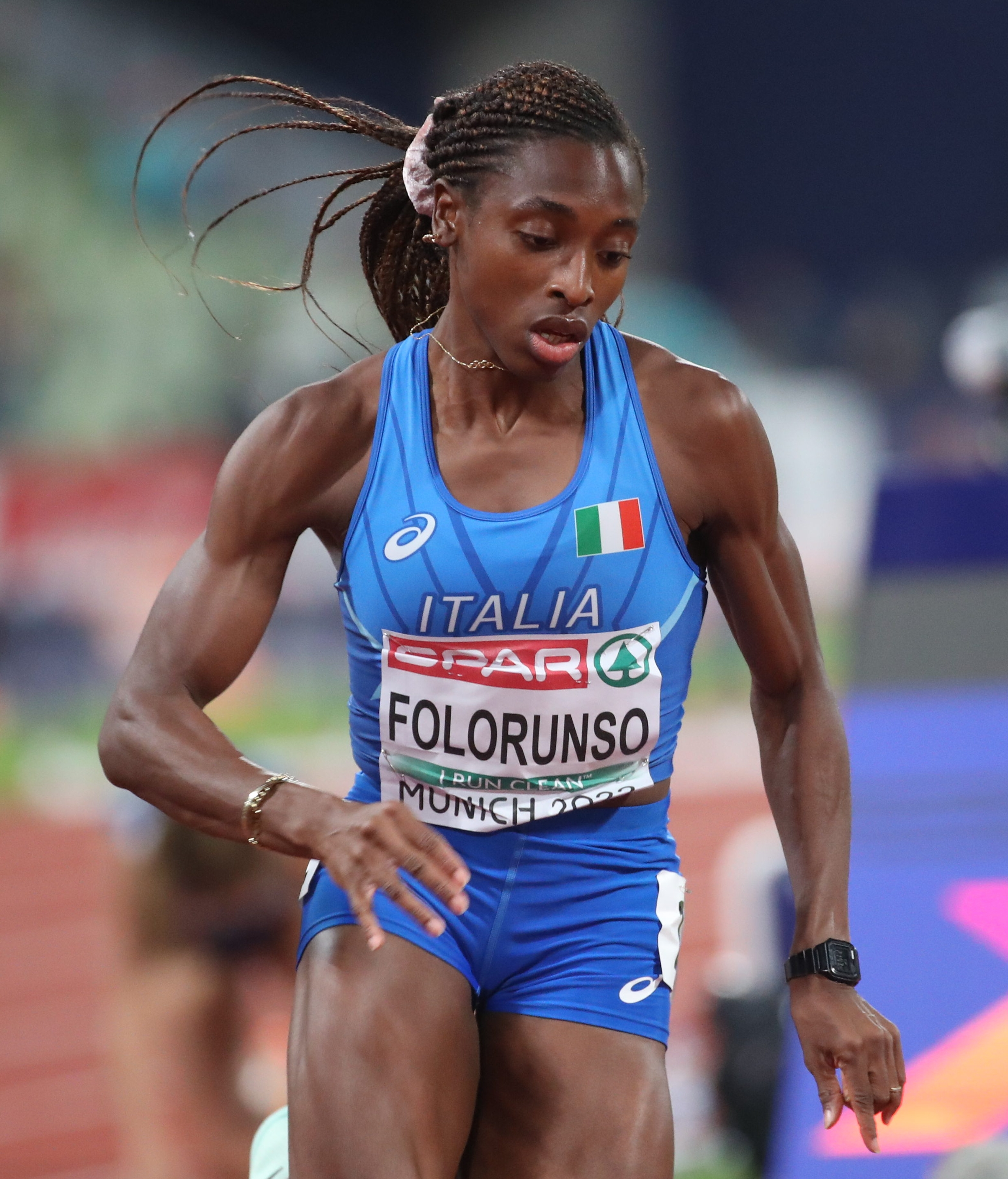
Rang sieben für Ayomide Folorunso
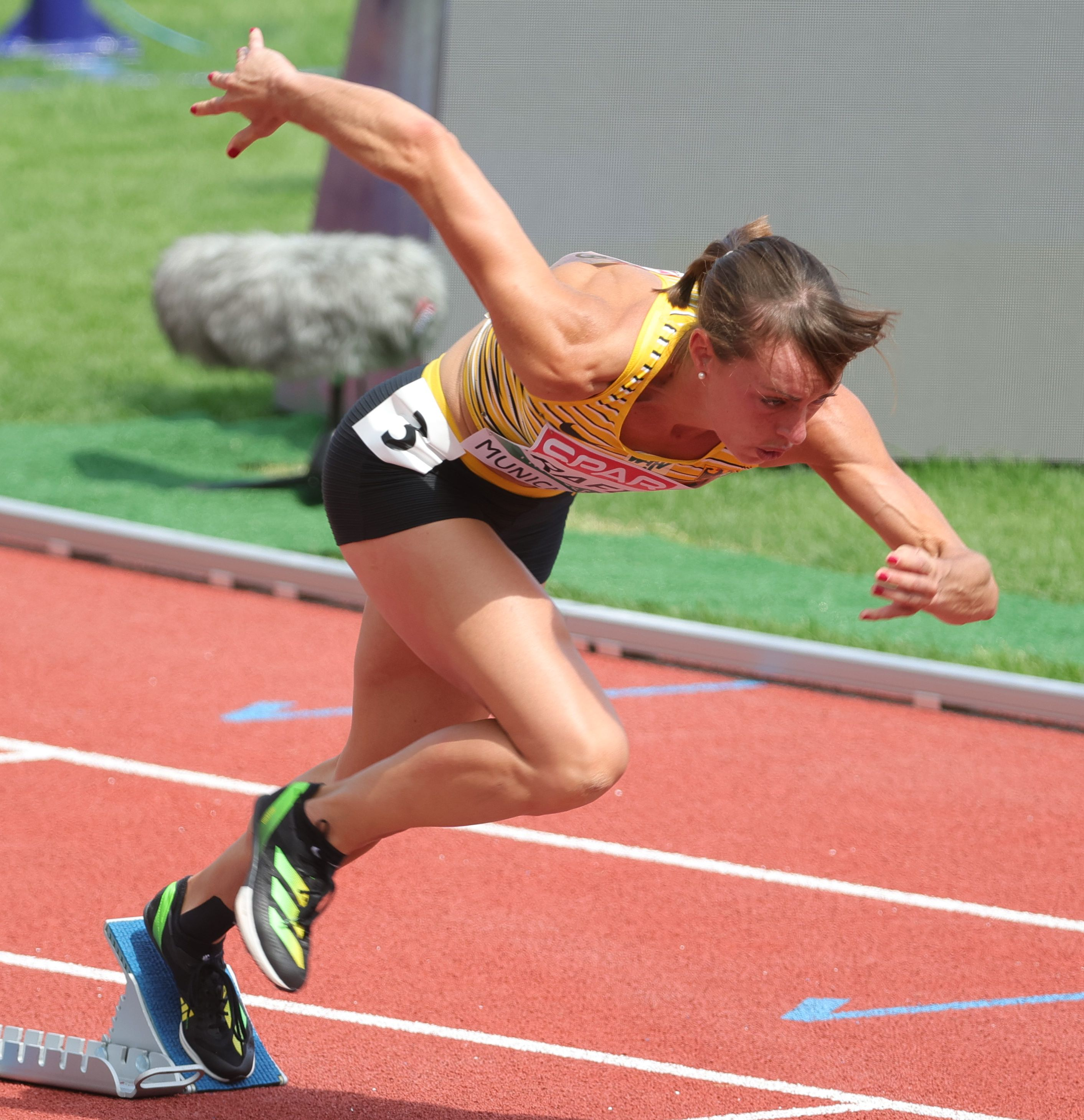
Carolina Krafzik kam auf den achten Platz

## Videolink
- 400m Hurdles Final women Munich 2022 European Athletics Championships with Femke Bol, youtube.com, abgerufen am 8. April 2023